# Élisa
Élisa (br: Elisa - em sua honra) é um filme francês de 1995, do gênero drama, dirigido por Jean Becker, com Vanessa Paradis e Gérard Depardieu no elenco.

## Sinopse
Marie (Vanessa Paradis) é uma adolescente de 17 anos vivendo uma vida quase que criminosa nas ruas de Paris com seus amigos. Sua mãe, Élisa, cometeu suicídio quando ela tinha 3 anos. Com sede de justiça, Marie parte em busca de seu pai, o decadente compositor Jacques Desmoulins (Gérard Depardieu), já que ela o crê responsável pelo que aconteceu a sua mãe.

## Elenco
| Ator               | Papel                          |
| ------------------ | ------------------------------ |
| Vanessa Paradis    | Marie                          |
| Gérard Depardieu   | Jacques (Leibovich) Desmoulins |
| Clotilde Courau    | Solange                        |
| Ahmed              | Sekkou Sall                    |
| Florence Thomassin | Élisa                          |
| Michel Bouquet     | Samuel                         |

## Prêmios
| Ano  | Prêmio | Categoria     | Por                                                     | Resultado |
| ---- | ------ | ------------- | ------------------------------------------------------- | --------- |
| 1996 | César  | Melhor música | Zbigniew Preisner, Michel Colombier e Serge Gainsbourg. | Venceram  |